# ونگاربون
ونگاربون (به انگلیسی: Wongarbon) یک شهرک در استرالیا است که در نیو ساوت ولز واقع شده‌است.